# Ким Ги Хи
Ким Ги Хи (кор. 김기희; 13 июля 1989, Пусан, Республика Корея) — южнокорейский футболист, центральный защитник клуба «Ульсан Хёндэ» и сборной Республики Корея. Также может выступать на позиции опорного полузащитника. Бронзовый призёр Олимпийских игр 2012 года.

## Биография

### Клубная карьера
Во время обучения в Университете Хоник в 2008—2010 годах Ким выступал за команду ВУЗа в университетской лиге.
На драфте Кей-лиги 2011 Ким был выбран во втором раунде клубом «Тэгу». Его профессиональный дебют состоялся 5 марта в матче стартового тура сезона 2011 против «Кванджу», проигранном со счётом 2:3, в котором он отыграл все 90 минут.
26 сентября 2012 года катарский клуб «Ас-Сайлия», вернувшийся в Лигу звёзд после года во втором дивизионе, объявил об аренде Кима на сезон.
Летом 2013 года Ким присоединился к клубу «Чонбук Хёндэ Моторс». В рядах клуба из Чонджу он дважды, в сезонах 2014 и 2015, выигрывал чемпионат Южной Кореи.
В феврале 2016 года Ким перешёл в клуб Китайской Суперлиги «Шанхай Гринлэнд Шеньхуа», трансфер за сумму $6 млн был охарактеризован агентом игрока как «крупнейший в истории корейского футбола». Его дебют за клуб состоялся 5 марта 2016 года в матче против «Яньбянь Фуде», завершившимся ничьей 1:1. Вместе с «Шанхай Шеньхуа» Ким одержал победу в кубке Китая розыгрыша 2017 года.
27 февраля 2018 года Ким подписал контракт с клубом MLS «Сиэтл Саундерс». В Северной Америке он дебютировал 14 марта в ответном матче четвертьфинала Лиги чемпионов КОНКАКАФ 2018 против мексиканского «Чиваса», окончившегося для «Сиэтла» разгромным поражением 3:0 и выбыванием из турнира, в котором вышел на замену на 35-й минуте вместо получившего повреждение Чеда Маршалла. Его дебют в MLS состоялся 18 марта во встрече против «Далласа», также завершившейся со счётом 3:0 не в пользу «Сиэтла», где он заменил Романа Торреса на 74-й минуте. По окончании сезона 2019, в котором «Сиэтл Саундерс» выиграл свой второй Кубок MLS, контракт Кима с клубом истёк. «Саундерс» попытался сохранить игрока, но стороны не смогли прийти к соглашению.
26 февраля 2020 года Ким вернулся играть на родину, подписав контракт с «Ульсан Хёндэ». Дебютировал за «тигров» 24 мая в матче против «Пусан Ай-Парк».

### Международная карьера
В составе олимпийской сборной Республики Корея на футбольном турнире Олимпийских игр 2012 года Ким завоевал бронзовую медаль. На турнире он сыграл всего несколько минут, выйдя на замену в самой концовке утешительного финала за бронзовые медали против олимпийцев Японии.
За национальную сборную Республики Корея Ким дебютировал 14 ноября 2012 года в товарищеском матче со сборной Австралии.

## Достижения
Командные
Клубные
 «Чонбук Хёндэ Моторс»
- Чемпион Кей-лиги Классик: 2014, 2015

 «Шанхай Гринлэнд Шеньхуа»
- Обладатель кубка Китайской футбольной ассоциации: 2017

 «Сиэтл Саундерс»
- Чемпион MLS (обладатель Кубка MLS): 2019

Международные
 Олимпийская сборная Республики Корея
- Бронзовый призёр летних Олимпийских игр: 2012

Индивидуальные
- Член символической сборной Кей-лиги Классик: 2015

## Статистика выступлений

### Клубная
| Выступление             | Выступление         | Выступление      | Лига | Лига | Кубок | Кубок | Континент. | Континент. | Прочие | Прочие | Итого | Итого |
| Клуб                    | Лига                | Сезон            | Игры | Голы | Игры  | Голы  | Игры       | Голы       | Игры   | Голы   | Игры  | Голы  |
| ----------------------- | ------------------- | ---------------- | ---- | ---- | ----- | ----- | ---------- | ---------- | ------ | ------ | ----- | ----- |
| Тэгу                    | Кей-лига            | 2011             | 12   | 0    | —     | —     | —          | —          | 2      | 0      | 14    | 0     |
| Тэгу                    | Кей-лига            | 2012             | 17   | 2    | —     | —     | —          | —          | —      | —      | 17    | 2     |
| Тэгу                    | Итого               | Итого            | 29   | 2    | —     | —     | —          | —          | 2      | 0      | 31    | 2     |
| Ас-Сайлия               | Лига звёзд          | 2012/13          | 20   | 0    | —     | —     | —          | —          | —      | —      | 20    | 0     |
| Ас-Сайлия               | Итого               | Итого            | 20   | 0    | —     | —     | —          | —          | —      | —      | 20    | 0     |
| Чонбук Хёндэ Моторс     | Кей-лига Классик    | 2013             | 19   | 0    | 3     | 1     | —          | —          | —      | —      | 22    | 1     |
| Чонбук Хёндэ Моторс     | Кей-лига Классик    | 2014             | 28   | 0    | 1     | 0     | 7          | 0          | —      | —      | 36    | 0     |
| Чонбук Хёндэ Моторс     | Кей-лига Классик    | 2015             | 33   | 0    | 1     | 0     | 8          | 1          | —      | —      | 42    | 1     |
| Чонбук Хёндэ Моторс     | Итого               | Итого            | 80   | 0    | 5     | 1     | 15         | 1          | —      | —      | 100   | 2     |
| Шанхай Гринлэнд Шеньхуа | Китайская Суперлига | 2016             | 30   | 1    | 3     | 0     | —          | —          | —      | —      | 33    | 1     |
| Шанхай Гринлэнд Шеньхуа | Китайская Суперлига | 2017             | 15   | 1    | 1     | 1     | 1          | 0          | —      | —      | 17    | 2     |
| Шанхай Гринлэнд Шеньхуа | Итого               | Итого            | 45   | 2    | 4     | 1     | 1          | 0          | —      | —      | 50    | 3     |
| Сиэтл Саундерс          | MLS                 | 2018             | 29   | 0    | 0     | 0     | 1          | 0          | 2      | 0      | 32    | 0     |
| Сиэтл Саундерс          | MLS                 | 2019             | 30   | 0    | 0     | 0     | —          | —          | 4      | 0      | 34    | 0     |
| Сиэтл Саундерс          | Итого               | Итого            | 59   | 0    | 0     | 0     | 1          | 0          | 6      | 0      | 66    | 0     |
| Ульсан Хёндэ            | Кей-лига            | 2020             | 1    | 0    | —     | —     | —          | —          | —      | —      | 1     | 0     |
| Ульсан Хёндэ            | Итого               | Итого            | 1    | 0    | —     | —     | —          | —          | —      | —      | 1     | 0     |
| Всего за карьеру        | Всего за карьеру    | Всего за карьеру | 234  | 4    | 9     | 2     | 17         | 1          | 8      | 0      | 268   | 7     |

1. ↑  В графу «Континентальные кубки» входят игры и голы в Лиге чемпионов АФК и Лиге чемпионов КОНКАКАФ
2. ↑  В графу «Прочие» входят игры и голы в Кубке корейской лиги и плей-офф Кубка MLS

### В сборной
| Команда          | Год   | Игры | Голы |
| ---------------- | ----- | ---- | ---- |
| Республика Корея |       |      |      |
| 2012             | 1     | 0    |      |
| 2013             | 3     | 0    |      |
| 2014             | 4     | 0    |      |
| 2015             | 5     | 0    |      |
| 2016             | 9     | 0    |      |
| 2017             | 1     | 0    |      |
| Всего            | Всего | 23   | 0    |